# Spelledarskärm

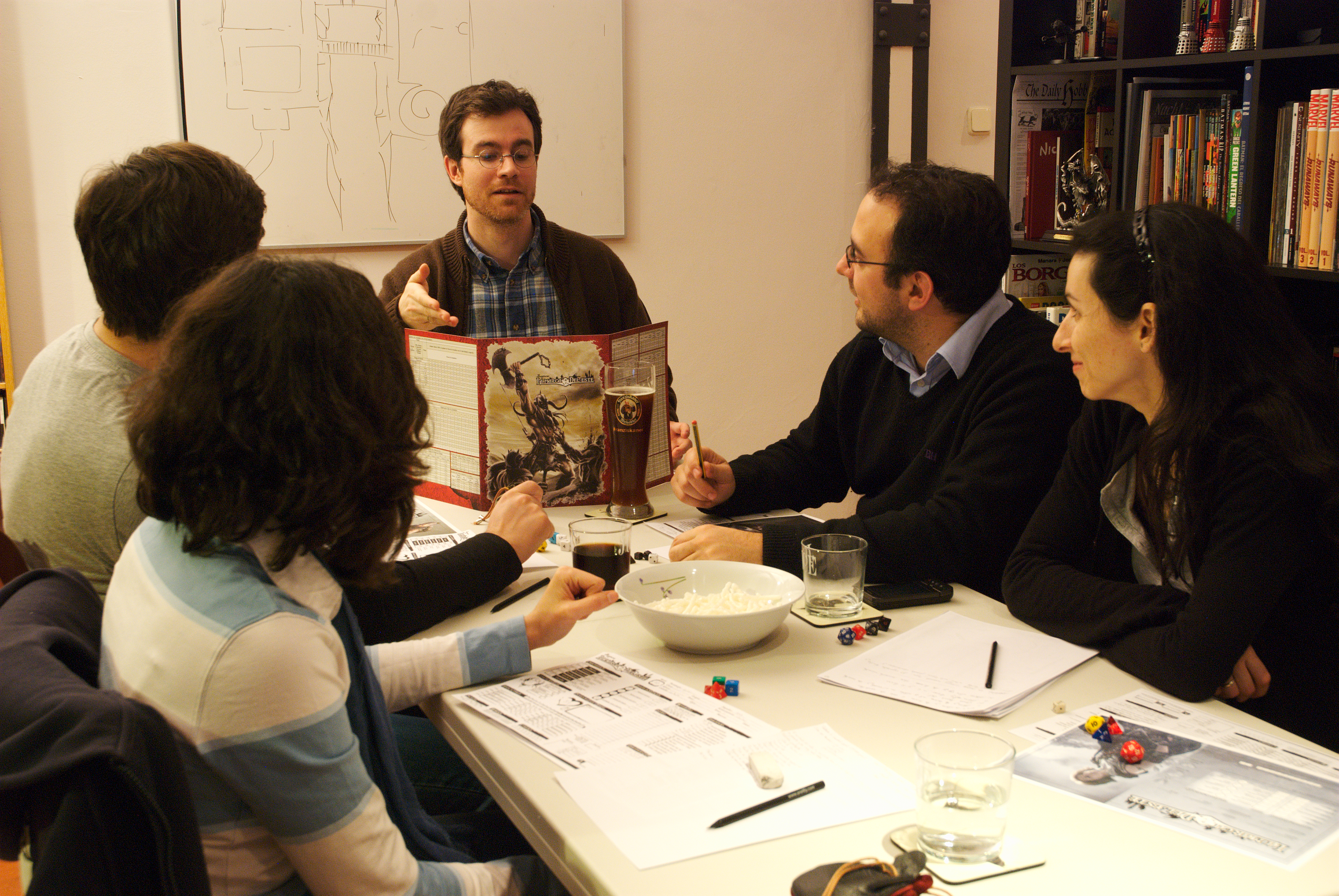
Personen i den rutiga skjortan har en spelledarskärm för att dölja detaijer om spelet för de andra spelarna

En spelledarskärm är (vanligtvis) en pappskärm som används av spelledaren i rollspel. Syfte med den är att dölja anteckningar och tärningsslag som ska vara dolda för de övriga spelarna. Den innehåller ofta användbar information såsom tabeller för att minimera behovet att slå i böcker.